# کمیته المپیک بوسنی و هرزگوین
کمیته المپیک بوسنی و هرزگوین (انگلیسی: Olympic Committee of Bosnia and Herzegovina) یک سازمان ورزشی است که نماینده کشور بوسنی و هرزگوین در کمیته بین‌المللی المپیک می‌باشد.
این سازمان که در سال ۱۹۹۲ تأسیس شده مسئول آماده‌سازی و اعزام ورزشکاران به بازی‌های المپیک، بازی‌های المپیک جوانان و بازی‌های اروپایی است.